# Zenon Szulc
Zenon Szulc (ur. 16 stycznia 1929 w Gizałkach) – polski polityk, poseł na Sejm PRL VIII kadencji.

## Życiorys
Uzyskał wykształcenie wyższe techniczne na Politechnice Wrocławskiej. Do Polskiej Zjednoczonej Partii Robotniczej wstąpił w 1954. W latach 1959–1974 był członkiem Komitetu Powiatowego PZPR w Poznaniu, w okresie 1962–1964 członkiem Komitetu Wojewódzkiego PZPR w Poznaniu, w latach 1964–1968 członkiem Wojewódzkiej Komisji Rewizyjnej w Poznaniu, w okresie 1960–1974 członkiem egzekutywy KP PZPR w Poznaniu. Od 1975 zasiadał w egzekutywie KW PZPR w Pile. Podjął pracę w Wojewódzkim Biurze Projektów we Wrocławiu, potem został głównym energetykiem we Wrocławskiej Fabryce Superfosfatu. W 1955 przeniesiony na stanowisko głównego mechanika w Poznańskich Zakładach Nawozów Fosforowych, gdzie 1957–1973 był dyrektorem naczelnym. W 1974 objął funkcję dyrektora Pilskich Zakładów Włókien Chemicznych. Został autorem siedmiu patentów. W latach 1980–1985 pełnił mandat posła na Sejm PRL VIII kadencji w okręgu pilskim z ramienia PZPR. Zasiadał w Komisji Górnictwa, Energetyki i Chemii, Komisji Przemysłu Lekkiego, Komisji Do Spraw Samorządu Pracowniczego Przedsiębiorstw oraz w Komisji Planu Gospodarczego, Budżetu i Finansów.

## Odznaczenia
- Krzyż Oficerski Orderu Odrodzenia Polski
- Krzyż Kawalerski Orderu Odrodzenia Polski
- Złoty Krzyż Zasługi
- Srebrny Krzyż Zasługi